# Cercle de Lorraine
 (avril 2010).
Si vous disposez d'ouvrages ou d'articles de référence ou si vous connaissez des sites web de qualité traitant du thème abordé ici, merci de compléter l'article en donnant les références utiles à sa vérifiabilité et en les liant à la section « Notes et références ».
Le Cercle de Lorraine (Club van Lotharingen en néerlandais) était un prestigieux  club d'affaires belge, situé à Bruxelles, en Belgique, fondé en 1998 et disparu en 2020.

## Historique
Le club a été fondé à Bruxelles en 1998 par l'homme d'affaires Stéphan Jourdain, et il a pour but de rassembler, des personnalités influentes du monde industriel et financier de la Belgique, tant francophone que néerlandophone. L’institution s’est récemment ouverte à la communauté internationale, pour être un relais de l’image de la Belgique dans l’UE et le monde.
Le Cercle de Lorraine a pour objectif de s’afficher comme endroit d’exception, élitiste, réservé aux personnalités les plus représentatives du monde des affaires, aux représentants politiques et économiques, au personnel diplomatique ainsi qu’à un certain nombre de titulaires de professions libérales. Tous les membres ont été agréés par un Comité de ballotage.
Après avoir eu son siège au château Fond'Roy (ancienne propriété du président Mobutu) sur l'avenue du Prince d'Orange à Uccle, le cercle s'est installé dans l'Hôtel de Mérode, situé place Poelaert, un bâtiment historique datant du XVIe siècle.
En avril 2016, le Cercle de Lorraine a dévoilé à la presse et à ses membres son nouveau plan stratégique, visant à renforcer sa position en tant que cercle de référence pour les hommes et femmes d’affaires de Bruxelles. Le Cercle cherchait à s'ouvrir comme un lieu d’échanges et de rencontres et s’ouvrir davantage aux néerlandophones, aux femmes dirigeantes et cadres d’entreprises, aux jeunes entrepreneurs et à la communauté internationale présente à Bruxelles (chambres de commerce, commission européenne, OTAN, ambassades…). Pour appuyer cette stratégie sur des bases solides, le Cercle a consolidé sa situation financière en faisant appel à ses partenaires créanciers. Ceux-ci ont accepté de nouvelles modalités financières en adéquation avec ses ressources.
Le Cercle de Lorraine s’était doté en octobre 2016 d’une nouvelle gouvernance, avec une Assemblée Générale élargie et un nouveau Conseil d’Administration.
La présidence du Conseil d'administration a été confiée à Dirk Gyselinck, membre du comité de direction de Belfius. Il sera soutenu dans ce rôle par un Vice-président, Charles-Albert Peers de Nieuwburgh, CEO d’Alcogroup, et l’Administrateur Délégué Godefroid de Woelmont.

## Club 33
Pour renforcer sa nouvelle dynamique, le Cercle de Lorraine a lancé en 2016 « Club33 », un club de parrainage de 33 sociétés de haut niveau en adéquation avec le positionnement et la philosophie du Cercle. Ce réseau exclusif avait pour mission de soutenir le Cercle sur le plan financier et stratégique, tout en bénéficiant d'un statut de partenaire privilégié. Les entreprises membres de Club33 participaient activement à la vie du Cercle, contribuant à ses événements et initiatives.

## Membres et Activités
Le Cercle de Lorraine se caractérisait par son exclusivité, réservant l'accès aux personnalités influentes dans les affaires, la politique, l'économie, et la diplomatie. Les membres étaient sélectionnés par un Comité de ballotage, garantissant un réseau de haute qualité.
Le club organisait des événements prestigieux, notamment des tables rondes diplomatiques avec des ambassadeurs, des dîners privés avec des leaders d'opinion, et des rencontres exclusives visant à favoriser les échanges entre ses membres.

## Membres notables
- Luc Bertrand, Ackermans & Van Haaren
- Frank Beuselinck, DHL BeLux
- Karel Boone, Lotus Bakeries
- Baron Daniel Cardon de Lichtbuer
- Baron Dominique Collinet, Carmeuse
- Bernard Coulie, Recteur honoraire de l'UCL
- Vicomte Etienne Davignon, Société Générale de Belgique
- Baron Paul De Keersmaeker, Interbrew
- Comte Jean-Pierre de Launoit, Axa-Royale Belge
- Jean-Marie Delwart, Floridienne
- Baron Paul de Meester, Besix
- Rik De Nolf, Roularta Media Group and VTM
- Chevalier Claude Desseille, Winterthur group
- Comte Diego du Monceau de Bergendal, GIB Group
- Baron Donald Marc Fallon, Cimenteries CBR
- Baron Albert Frère, Bruxelles Lambert group
- Jean Gandois, Suez
- Véronique Halloin, Secrétaire générale du Fonds de la Recherche Scientifique-FNRS
- Baron Georges Jacobs, Union Chimique Belge
- Comte Maurice Lippens, Fortis
- Gérard Mestrallet, Suez Lyonnaise des Eaux
- Baron Baudouin Michiels, Kraft Foods
- Baronne Solange Schwennicke, Delvaux-Dujardin group
- Michel Tilmant, ING Group
- Christian Van Thillo, De Persgroep
- Roland Vaxelaire, Carrefour Belgium
- Baron Maurice Velge, Velge International
- Luc Willame, Glaverbel
- Philippe Wilmès, Société Fédérale d'Investissement
- Benjamin Courtier de Charmentray, Proaltia[6]

## Conflit et Défis Financiers
En 2015, le Cercle de Lorraine a connu une crise interne marquée par des poursuites judiciaires pour « calomnie et diffamation ». Ces tensions ont fragilisé la gouvernance du club.
Le 11 mai 2020, la presse relate que le Cercle de Lorraine a des difficultés financières importantes est ont conduit à la mise en vente du Cercle.
En août 2020, la presse rapporte que le Cercle de Lorraine va disparaître et être remplacé par un nouveau concept en cours de développement par ses nouveaux propriétaires.

## Transition vers TheMerode
Le Cercle de Lorraine a été remplacé par TheMerode, un club privé qui a ouvert en novembre 2021 ,. Situé dans l’Hôtel de Mérode, TheMerode se positionne comme un club alliant affaires et culture, destiné à une nouvelle génération de leaders et de créatifs. Le club propose des espaces de travail modernes, des salles de réunion, des installations de restauration, une bibliothèque, et une terrasse extérieure.
Dans un article publié le 22 décembre 2023 par La Libre, Bruno Pani, cofondateur de The Merode, décrit la transformation de l'ancien Cercle de Lorraine en un club d'affaires ouvert et diversifié. Contrairement au modèle de lobby du Cercle de Lorraine, The Merode se positionne comme une plateforme de socialisation favorisant la diversité générationnelle et culturelle, avec plus de la moitié de ses 2 000 membres âgés de moins de 35 ans et une représentation féminine supérieure à 50 %. Depuis sa réouverture en novembre 2021, le club a organisé environ 300 événements et vise l'équilibre financier en 2024, avec des bénéfices prévus à partir de 2026. Pani souligne l'importance de la socialisation physique dans une société de plus en plus digitalisée et envisage de renforcer la programmation du club autour de thématiques majeures telles que la santé, la culture et l'économie